# Achille Devéria

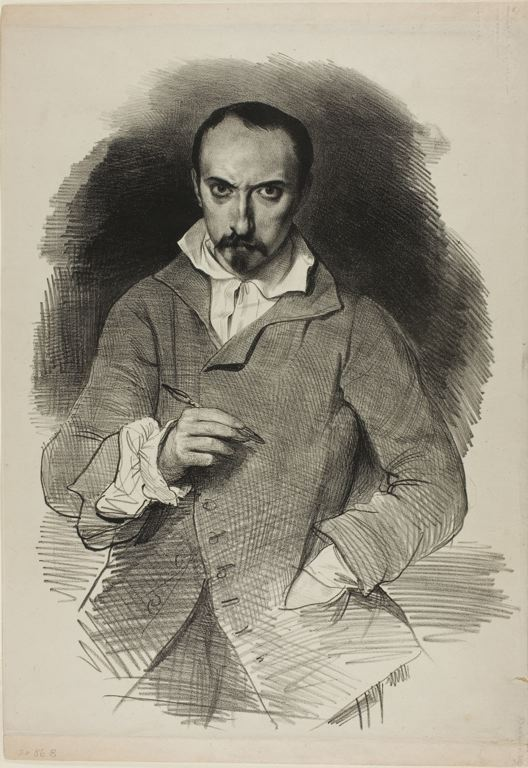
Zelfportret van Devéria (omstreeks 1835)

Achille Jacques-Jean-Marie Devéria (6 februari 1800 - 23 december 1857) was een Frans kunstschilder en lithograaf. Zijn vader was een civiele medewerker van de marine. Hij was een leerling van Anne-Louis Girodet-Trioson en Louis Lafitte.
In 1822 begon hij met exposeren op de Parijse Salon. Op een gegeven moment opende hij een schilderschool samen met zijn broer Eugène, ook een kunstschilder.
In 1830 was Devéria uitgegroeid tot een succesvolle illustrator en hij had veel litho's gepubliceerd in de vorm van plaatjesalbums, zoals zijn illustraties naar Goethes Faust in 1828 en romantische romans. Hij produceerde ook veel gravures met libertijnse thema's.
Zijn ervaring in de kunst van de vignet en de mezzotint beïnvloedde zijn talrijke litho's, waarvan de meeste werden uitgegeven door zijn schoonvader, Charles Motte. Aangezien hij zelden tragische of ernstige thema's heeft afgebeeld, lijkt hij minder Romantisch dan vele andere kunstenaars van die tijd.
Devéria was ook bekend om zijn portretten van artiesten en schrijvers, die hij maakte in zijn studio in Parijs aan de Rue de l'Ouest. De lijst van tijdgenoten, die model voor hem stonden, omvat Alexandre Dumas, Prosper Mérimée, Walter Scott, Jacques-Louis David, Alfred de Musset, Charles Augustin Sainte-Beuve, Honoré de Balzac, Théodore Géricault, Victor Hugo, Marie Dorval, Alphonse de Lamartine, Alfred de Vigny en Franz Liszt.
Zijn schilderijen bestonden voornamelijk uit aquarellen. De Franse dichter en criticus Charles Baudelaire beschreef zijn portretseries als "alle moraal en esthetiek van deze tijd".
In 1849 werd Devéria benoemd tot directeur van de Egyptische verzameling van de Bibliothèque nationale en in hetzelfde jaar werd hij assistent-conservator van de Egyptische afdeling van het Louvre.
In de jaren daarna leerde hij zijn zoon, Theodule Devéria, tekenen en lithografie en beiden werkten aan een familiealbum van 1853 tot de dood van Achille Devéria. Ze pasten waterverf toe op een aantal van de portretten in het album, eventueel in voorbereiding op het afdrukken van litho's uit de foto's. De foto's van Theodule in het album dateren uit 1854.
Devéria bracht zijn laatste dagen door met reizen door Egypte en het maken van tekeningen en het vertalen van teksten. Hij stierf in 1857.
Werken van Devéria hangen in het Louvre, het Fine Arts Museums of San Francisco, het J. Paul Getty Museum, het Norton Simon Museum en het Université de Liège.

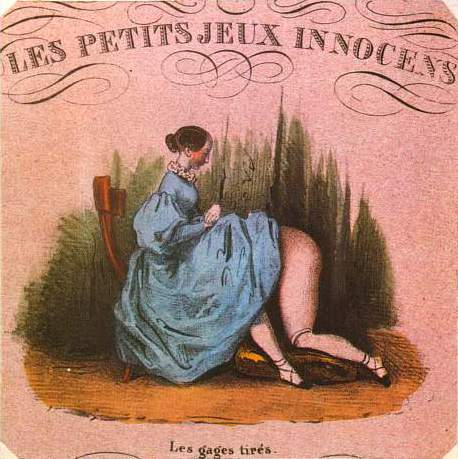
Kleine en onschuldige spelletjes
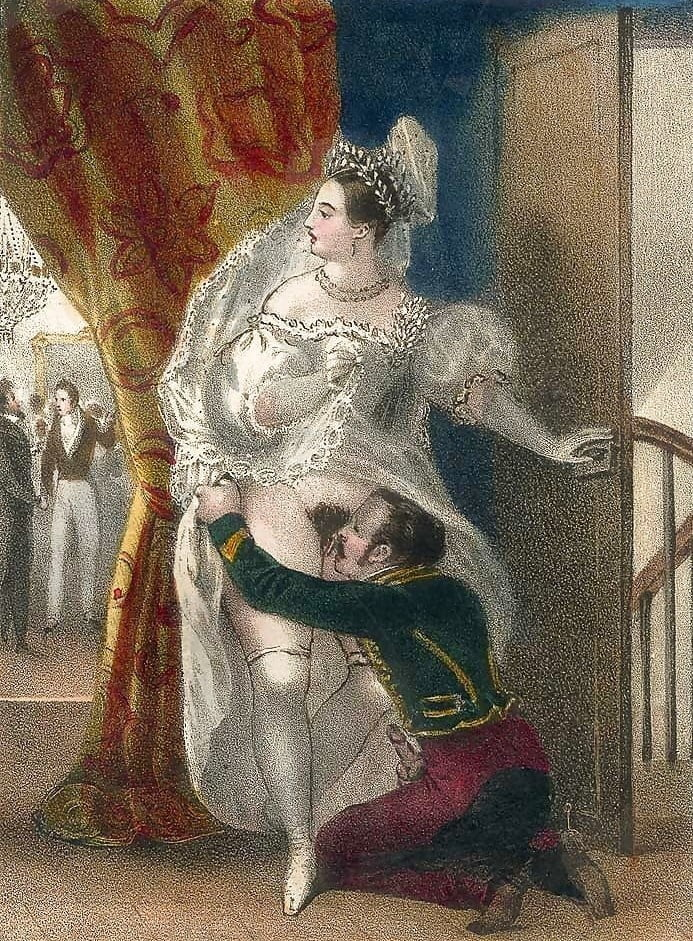
Een libertijn aquarel
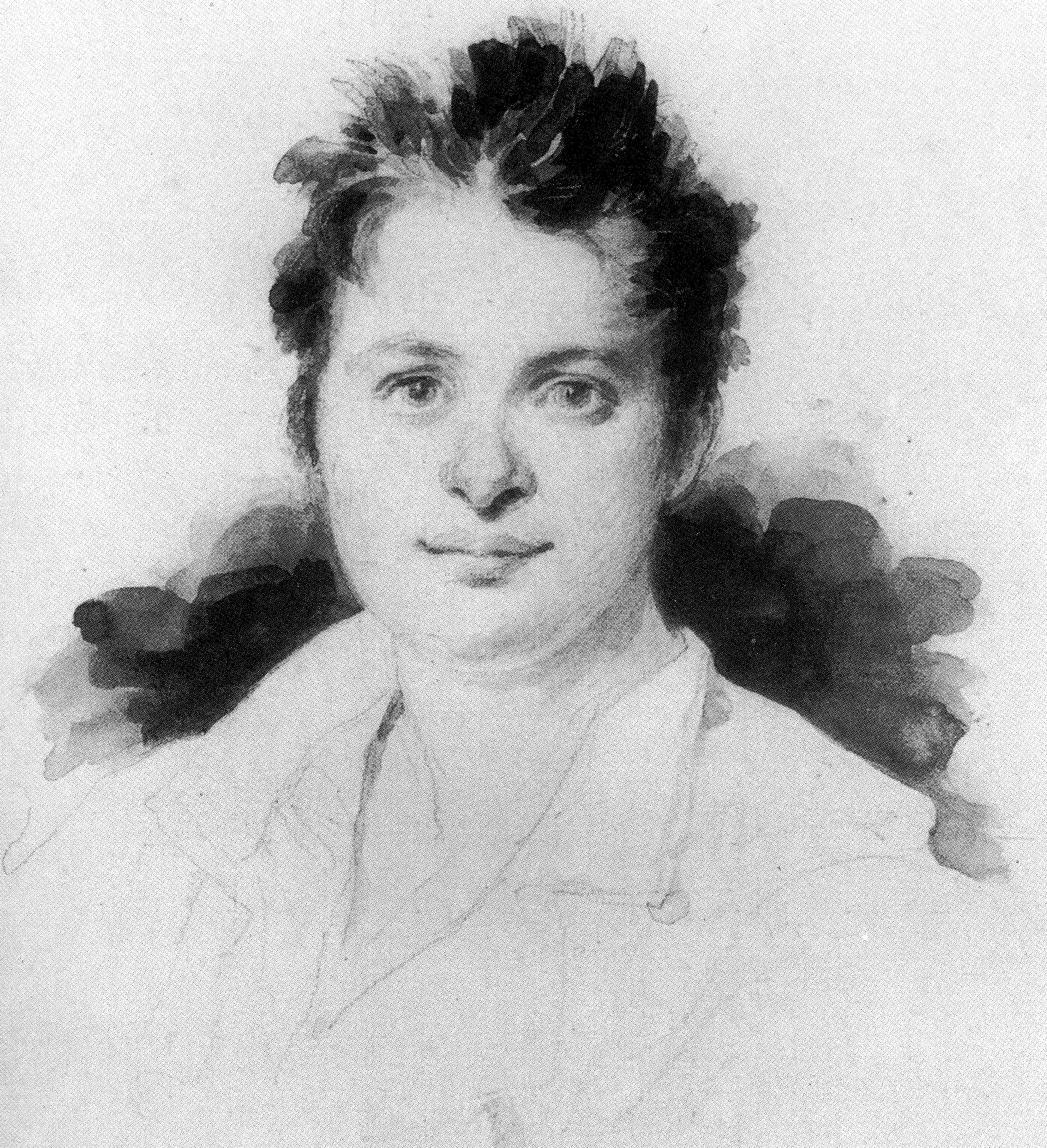
Honoré de Balzac (1820)

- Biblioteca Nacional de España: XX1517612
- Bibliothèque nationale de France: cb118999753 (data)
- Catàleg d'autoritats de noms i títols de Catalunya: 981058512329806706
- Gemeinsame Normdatei: 116088451
- International Standard Name Identifier: 0000 0000 8355 7146
- KulturNav: 174e76c7-9ffd-4b9e-94b4-7133a582b3fa
- Library of Congress Control Number: nr87000853
- Base Léonore: LH//765/63
- National Gallery of Victoria: 5793
- Nationale Bibliotheek van Tsjechië: jo2005273722
- Nationale Bibliotheek van Israël: 987007260478705171
- Nederlandse Thesaurus van Auteursnamen: 140107622
- PIC: 14297
- RKD-Nederlands Instituut voor Kunstgeschiedenis: 22380
- SNAC: w6np29p2
- Système universitaire de documentation: 02682938X
- Trove: 827589
- Union List of Artist Names: 500008053
- Virtual International Authority File: 9845516
- WorldCat: E39PBJkp6pdRfVMXVbWFxVCxXd